# まちだガールズ・クワイア
まちだガールズ・クワイアは、東京都町田市を拠点に活動する日本の女性アイドルグループ。メンバーをアルト、ソプラノ、メゾソプラノの三部編成のパートに分け、ライヴではコーラスも全て生歌で披露する。略称は町ガ、MGC。

## 概要
- 町田を拠点に活動するアイドルだった、ミラクルマーチとリトルパレードのメンバーが中心となり結成。
- プロデューサーは、Spiral Life、Scudelia Electro、MOTORWORKSなどで活動していた石田ショーキチ、キンモクセイの佐々木良。
- 町田のライヴレストラン『まほろ座MACHIDA』にて、定期的に「まちだガールズシアター」「まちだガールズ・クワイアの水曜日はWednesday!!」（2019年5月までは「まちだガールズクワイアのちいさなディナーショー」）を開催している。
- その他、町田を中心に各種イベントに出演。オリジナル曲のほか、コーラスを活かした邦楽・洋楽のカバーも多数披露している。

## 略歴

### 2015年
- 7月 - ミラクルマーチとして活動していたもえか・あやね・みづき・ほのかの4人、ミラクルマーチの妹分であったリトルパレードのえりか・さきこ・あいね・せりかの4人の計8名により結成。初代リーダーはもえか。
- 7月7日 - FMおだわら「MGCるたいむず」(Twitterハッシュタグ #まじかるたいむず)の第1回が放送される。
- 7月12日 - 町田Nutty'sにて、石田ショーキチのライブへゲスト出演し、デビューステージを飾る。披露曲は「やさしさに包まれたなら」「サマーレイン」「恋のディスタンス」（前日行われた町田ノイズでの石田のライブへも告知なしで飛び入り参加している）
- 10月26日 - まほろ座MACHIDAでの初回公演「音楽と食事の夕べ」を開催。
- 12月19日 - 「Go! Go! クワイアガール」にてCDデビュー[1]。

### 2016年
- 4月23日 - 2ndシングル「恋するポルカドットポルカ」(作詞、作曲 石田ショーキチ)をリリース。C/Wの「やさしい悪魔」はキャンディーズのカバー。
- 6月30日 - みづきの退団が発表される[2]。

### 2017年
- 2月5日 - 短波放送ラジオNIKKEI第1「ミュージックライフ」のオープニングテーマ曲に2ndシングル「恋するポルカドットポルカ」が採用されOP曲として初オンエア。
- 4月30日 - 横浜のご当地アイドルポニカロードと横浜市内にて合同オフ会開催。
- 5月 - プロデューサーである石田ショーキチの個人事務所『MACHIDA SONIC』所属となり[3]、リーダーがえりかに交代[4]。
- 5月28日 - TIF2017出演権獲得オーディション〈関東Bブロック〉に出場し最終選考まで進出。共に出場していた静岡のダンスパフォーマンスユニットROSARIO＋CROSSと出会う。のちにカバーアルバム収録曲 Ice Nineの振付を依頼。
- 7月13日 - まほろ座のライヴにて、せりかが卒団[5]。
- 9月2日 - タワーレコード町田店のイベント「月刊タワ町ガ」より、練習生だったひより、のぞみの二人が正式にメンバーに加入[6]。
- 10月20日 - ファーストオリジナルアルバム「Hello to the world」リリース。
- 11月18日 - 厚木NPにて第一回 町ガ文化祭開催。

### 2018年
- 5月3日 - 5日　初のリリイベ遠征。タワーレコード静岡店、明石市民広場、タワーレコード明石店、タワーレコード東浦店にてライブ開催。
- 8月27日 - TOKYO MX 「ひるキュン!」のコーナー「原口団長の東京ブレイク応援団」にメンバー全員で初テレビ生出演。サマーレインを生歌で披露。
- 10月21日 - 町田CLASSIXにて第二回 町ガ文化祭開催。
- 11月9日 - RKKラジオ 塚原まきこの福ミミラジオにゲスト生出演。
- 11月10日 - 石田ショーキチの九州ライブツアー「Fall into fall」へ随行し、メンバーのえりか・もえか・あやね・ほのかの4人が熊本ROLL CAFEと三年坂モリコーネテラスにてライブを行う。(初の九州遠征)

### 2019年
- 1月5日 - 6日　関西方面へ遠征。タワーレコードNU茶屋町店(リリイベ)、近江八幡 洒游館(石田ショーキチの随行)、味園ユニバース(対バン)にてライブを行う。
- 1月20日 - 町田The Play houseのライヴにて、あやねが卒団[7]。
- 4月13日 - コンサートホールとしては町田市内最大キャパである町田市民ホールで単独コンサート「町ガvs市民ホール」を行う。
- 10月7日 - タワーレコード渋谷店にてリリースイベントを行う。
- 10月15日 - キンモクセイ（プロデューサーである佐々木良の所属バンド）の活動再開記念ライブ「ちゃんとしたワンマン2019」(相模原市民会館にて開催)にてオープニングアクトを務める。
- 11月7日 - 地元である町田以外では初のホールワンマンライブ「町ガ　銀河進出への道～Ep.1 渋谷編～」を当時のマウントレーニアホール渋谷プレジャープレジャー(現 SHIBUYA PLEASURE PLEASURE（シブヤプレジャープレジャー）)にて開催。

### 2020年
- 1月19日 - まほろ座MACHIDAにて『季節外れの町ガ文化祭』を開催。
- 1月25日 - まほろ座MACHIDAにて『まちだガールズシアターVol.15』を開催。ゲストとして、静岡のダンスパフォーマンスユニットROSARIO＋CROSSが出演。
- 2月7日 - FC町田ゼルビアのホーム戦で開催される、競技場外のイベント会場ゼルビーランドのPRマネージャーに就任[8]
- 4月2日 - 南波一海のアイドル三十六房へ、えりか・もえか・ひよりが出演。
- 9月21日 - 町田市民ホールにて、結成5周年のアニバーサリーイベント「5! GO! クワイアガール」を開催。同イベントにてPV撮影が行われ、のちにDVD化された。

### 2021年
- 1月31日 - 5周年記念MV集DVD 『STORIES』～5th anniversary Music Clip Collection～をリリース。それに伴い、TSUTAYA西友町田店及び町田木曽店にてパネル展を開催。
- 1月31日 - 青山・月見ル君想フにてワンマンライブ「町ガ 銀河進出への道 Ep.2 ～月面基地で会おう～」を開催。アンコール含め17曲を披露。(当初の開催予定日時は2020年4月19日)
- 2月5日 - ミュージカル女優であるBobu主催の『ミュージカルライブ#ボブノゲンキヲオタベ座@まほろ座MACHIDA』へ、ひよりがゲスト出演。
- 3月21日 - あいねが参加していた放課後居残りギター組の卒業公演『@Yokohama mint hall』にゲスト出演。
- 4月6日 - FMおだわら「MGCるたいむず」が第300回目の放送を迎える（4月2日にまほろ座MACHIDAにて公開収録を行った）。
- 6月6日 - お笑い芸人「横浜ヨコハマ」とのツーマンライブ『横ヨコ町ガインター2021』をYokohama mint hallにて開催。本格的なコントに初挑戦。
- 7月12日 - 6周年記念日に新曲「プラネタリウムのある町で」をYouTubeチャンネルにて発表。同時に1st～5thシングルと1stアルバムのサブスクリプション解禁ならびにInstagram・TikTokの公式アカウントを開設。
- 8月1日 - 新曲「プラネタリウムのある町で」（2ndアルバム収録）をサブスクリプションにて先行配信開始。
- 8月8日 - 生活困窮者支援「支える手プロジェクト」を立ち上げ、シングルCD「支える手」をリリース。収益は支援団体に全て寄付される[9]。
- 9月1日 - 新曲「セブンスターズ」（2ndアルバム収録）をサブスクリプションにて先行配信開始。
- 9月23日 - 4月から毎月第4週を担当していたFMHOT839の地元応援『マチラブ！』のパーソナリティを卒業。
- 10月1日 - 新曲「Voice In Space」（2ndアルバム収録）をサブスクリプションにて先行配信開始。
- 11月1日 - 新曲「星空のシンセサイザー」（2ndアルバム収録）をサブスクリプションにて先行配信開始。
- 11月16日 - FMHOT839の生放送二時間番組「午後ティー」にて、リーダーのえりかがパーソナリティの代役を務めた。
- 11月18日 - 初のツイキャスラジオ「町ガ　えりかの総合診療所」(主治医はえりか。メンバーがゲスト出演)の第1回診療が放送される。
- 12月1日 - 新曲「くじら座のミラ」（2ndアルバム収録）をサブスクリプションにて先行配信開始。

### 2022年
- 1月3日 - もえかによる、instagramLIVE「めがねもえりんといっしょ」第一回が配信される。
- 1月16日 - 横浜のアイドル『ポニカロード』の主演映画「オバケだっていいさ」へゲスト出演。
- 1月26日 - 2ndオリジナルアルバム『オリオン座流星群』をリリース。全14曲。ミュージック・マガジン2022年2月号のアルバム・レヴューにて10点満点獲得。
- 4月5日 - リーダーのえりかがMCを務めるFMHOT839の「カラフル☆ハミング」第1回が放送される。
- 4月13日 - SHIBUYA PLEASURE PLEASUREにて『町ガ銀河進出への道 ~Ep.3 オリオン座流星群観測~』ワンマンライブ開催。2ndオリジナルアルバム「オリオン座流星群」収録の14曲をほぼノンストップで曲順どおりに披露。
- 5月20日 - 下北沢 Com.Cafe音倉にて、ひより出演のミュージカルナンバーを歌うライブ『PIYOBOBU SHOW!!』の第一回が開催。共演はミュージカル女優のBobuとピアニストの能勢朝也音。
- 7月16日 - 渋谷スターラウンジにて、都心では初となる主催ライブ『まちだガールズ・クワイアpresents オリオンのベルトvol.1』を開催。オリオン座の中心星が三つ星であることにちなみスリーマンで行われた。共演グループは『まなみのりさ』『MAPA』。
- 10月29日 - 前年に続き二度目となる、お笑い芸人「横浜ヨコハマ」とのツーマンライブ『横ヨコ町ガインター2022』をYokohama mint hallにて開催。今回もコントや寸劇などを披露。(当ライブの反省会トークイベントを12月8日に開催)
- 11月6日 - まほろ座MACHIDAにて「町ガ　えりかの総合診療所1周年」「もえかアイドル10周年記念」イベントを開催。元メンバーのあやねがスターパレードを歌唱し、思い出のトークコーナーに出演。また、元ミラクルマーチメンバーであるかなえが思い出のトークコーナーに出演。
- 11月16日 - 『Another story of オリオン座流星群』を先行ダウンロードとして発表。同年1月発売のアルバム「オリオン座流星群」より7曲をリアレンジしてリリース。(CD版は12月5日より通販発送)
- 11月26-27日 - SUMMER ROCKETと合同で初の沖縄遠征。26日はうるま市宮城島のリゾートコテージ汐風にてBBQ開催ならびにライブを行った（出演は2グループのほか、石田ショーキチ　音沙汰〈永原真夏、工藤歩里 〉）。27日は那覇市内の波の上ビーチにて『集合写真撮影会＆メンバー・運営との2ショット撮影権争奪ジャンケン大会』を開催。沖縄Cyber-Boxでのライブに出演。
- 12月17日 - 同年1月26日リリースの2ndオリジナルアルバム『オリオン座流星群』が、ミュージック・マガジン年間ベスト”J-POP/歌謡曲部門”の第3位に選出。
- 12月18日 - 下北沢 Com.Cafe音倉にて、同年5月に開催された『PIYOBOBU SHOW!!』の第二回公演が行われた。共演は前回と同じくミュージカル女優のBobuとピアニストの能勢朝也音。

### 2023年
- 10月11日 - さきこのラストライヴとなる『水曜日はWednesday!! vol.51』を、まほろ座MACHIDAにて開催。
- 10月31日 - さきこが脱退。

### 2024年
- 1月13日 - 大阪RUIDOにて『町ガ 銀河進出への道〜新たなる旅〜 Ep.4 大阪編』と題し、初の大阪単独ライヴを開催。
- 1月19日 - カバーアルバム『MGC CLASSICS vol.3』をリリース。SHIBUYA PLEASURE PLEASUREにて単独ライヴ『町ガ 銀河進出への道〜新たなる旅〜 Ep.5 渋谷編』を開催。
- 7月7日 - 西永福JAMにて『オリオンのベルトvol.4』およびワンマンライブ『オリオン座流星群観測2』同日開催。後者では『オリオン座流星群』収録の全楽曲を逆順に披露した。
- 10月30日 - 北海道福島町原案のWebアニメ「うっちゃり!」にひよりが声優出演したことに因み『まちだガールズシアター vol.21 〜そろそろうっちゃる？』にて、同じく声優出演のSAWA、SUMMER ROCKETとの対バン、監督・脚本の伊藤敦と声優出演の空野日咲（Magnoli、迷ゐゴ）をゲストに招きトークライブを開催。

### 2025年
- 1月29日 - シングル「守ってあげたい / FOREVER -ギンガムチェックSTORY-」をリリース。
- 4月30日 - シングル「時間の扉 -MGC edition- / COSMOS」をリリース。

## メンバー
| 名前   | 誕生日  | ニックネーム          | 基本パート   | 備考 |
| ------ | ------- | --------------------- | ------------ | --- |
| もえか | 3月30日 | もえりん              | メゾソプラノ | 初代リーダー。元ミラクルマーチ。町田出身。 CMのナレーションや、木根尚登やSOLEILのライヴでのサポートコーラス、NHK Eテレの子供番組「オトッペ」で歌を担当するなどの活動もしている。 FC町田ゼルビアのサポーターとしても知られる。 2022年に活動10周年を迎えた。 |
| えりか | 8月9日  | えりぴょん エリカンヌ | アルト       | 2代目リーダー。元リトルパレード。神奈川県出身。 FM HOT839の番組「カラフル☆ハミング」など、ソロでラジオパーソナリティも務める。 ウェブ情報誌、町田経済新聞にて「OLえりかのアイドル激走マニュアル」を連載中。 横浜スリーエス～Naked Loftのイベント「家系ラーメン部」にも参加。                                                                                          |
| あいね | 5月26日 | あいちゃん            | アルト       | 元リトルパレード。愛知県出身。 まちだガールズ・クワイアの多くの楽曲で振り付けも担当。 横浜スリーエスのイベント「放課後居残りギター組」にも参加（2021年3月まで）。 |
| ほのか | 9月9日  | ほのてぃん            | ソプラノ     | 元ミラクルマーチ。町田出身。 幼い頃からダンススクールに通っていた。メンバーののぞみとは当時からの仲。 FC町田ゼルビアのサポーターとしても知られる。 |
| ひより | 9月26日 | ぴよ                  | メゾソプラノ | 2017年9月に加入。山梨県出身。 加入初期はメンバーのステージ衣装の作成・修復を手がけた。学生時代には演劇を行っていた関係でソロでミュージカル系イベントにも出演。 矢舟テツローのレコーディングにコーラスとして参加。 エフエム甲府の番組「763 KOFU LOCAL LINE」内で、第3水曜日のレギュラーコーナー「まちだガールズ・クワイア ひよりの秘密基地！」を担当（2023年10月〜）。 |
| のぞみ | 4月24日 | のぞ                  | ソプラノ     | 2017年9月に加入。町田出身。 イラストを得意とする。配信シングル「プラネタリウムのある町で」「セブンスターズ」「Voice In Space」のジャケットイラストを手掛けた。 横浜スリーエスのイベント「トーク力向上委員会」へ参加。 |

### 卒団メンバー
| 名前   | 誕生日  | ニックネーム | 基本パート | 備考 |
| ------ | ------- | ------------ | ---------- | --- |
| みづき | 10月2日 |              |            | 元ミラクルマーチ。2016年6月30日退団 |
| せりか | 4月30日 |              |            | 元リトルパレード。2017年7月13日、まほろ座MACHIDAのライヴで卒団 |
| あやね | 1月20日 | あーやん     |            | 元ミラクルマーチ。町田出身。 石田ショーキチのアルバム「My Oldest Numbers vol.4」収録の「裸足の100マイル」でボーカルを担当。 2019年1月20日、町田The Play houseのライヴで卒団。 2019年4月13日の町田市民ホール公演では「スターパレード」「支える手」のみステージ復帰。 2022年11月6日の「もえかアイドル10周年記念」イベントで「スターパレード」を歌唱。 |
| さきこ | 7月20日 | さっこ お嬢  | ソプラノ   | 元リトルパレード。東京都出身。 大学時代は音楽系を専攻。石田プロデューサーの楽譜をもとにメンバーへ楽曲解説するなどの役割も果たす。 2023年10月11日のまほろ座がラストライブ。10月31日付けで活動を終了。 |

## ディスコグラフィー

### シングル
| # | タイトル                                         | 収録曲                                               | 発売日         | 備考 |
| - | ------------------------------------------------ | ---------------------------------------------------- | -------------- | --- |
| 1 | Go! Go! クワイアガール                           | 1. Go! Go! クワイアガール 2. Winter Love             | 2015年12月19日 | |
| 2 | 恋するポルカドットポルカ                         | 1. 恋するポルカドットポルカ 2. やさしい悪魔          | 2016年4月23日  | ラジオNIKKEI「ミュージックライフ・チューズデー」「ミュージックライフ・サンデー」オープニングナンバー M2「やさしい悪魔」はキャンディーズのカバー                                 |
| 3 | はるかぜリップ                                   | 1. はるかぜリップ 2. スターパレード                  | 2016年12月25日 | M2「スターパレード」はメンバーのもえか、あやね の二人によるデュエット曲 |
| 4 | 涙のサンディ/Ready Steady Go!                    | 1. 涙のサンディ 2. Ready Steady Go!                  | 2017年9月17日  | M1「涙のサンディ」はプロデューサー石田ショーキチが19歳のころに書いた曲 M2「Ready Steady Go!」はプロデューサー以外から楽曲提供された初のオリジナル曲 作詞/飯泉裕子 作曲/佐藤清喜 |
| 5 | 銀河ステーション                                 | 1. 銀河ステーション 2. 支える手                      | 2019年4月24日  | M1は、宮沢賢治の「銀河鉄道の夜」をモチーフとした楽曲 M2は、石田ショーキチがFC町田ゼルビアのJリーグ昇格支援を目的に制作した楽曲。ミラクルマーチ時代にもカバーされた              |
| 6 | Moonbase                                         | 1. Moonbase 2. Bohemian Rhapsody                     | 2020年4月19日  | M1「Moonbase」はScudelia Electroのカバー M2「Bohemian Rhapsody」はQueenのカバー                                                                                                 |
| 7 | 守ってあげたい / FOREVER -ギンガムチェックSTORY- | 1. 守ってあげたい 2. FOREVER -ギンガムチェックSTORY- | 2025年1月29日  | M1は、松任谷由実のカバー M2は、少女隊のカバー |
| 8 | 時間の扉 -MGC edition- / COSMOS                  | 1. 時間の扉 -MGC edition- 2. COSMOS                  | 2025年4月30日  | M1はScudelia Electroと競作シングルとなった M2は合唱曲として知られる曲 |

### 参加コンピレーション
- 「MAGICAL CONNECTION 2020」※サリー久保田による選曲。「Ready Steady Go!」を収録

### 担当したCM曲
- ニッポンハム「袋のままできるオムライス」（もえか）
- 小説家になろう「ジャンル編」「物語の生態系編」（もえか）
- 洋服の青山（ひより・もえか・あいね）
- JR東日本「今日も、誰かの大切な一日を乗せて」
- ACジャパン「こども食堂は、あなた食堂。」（もえか）
- 不動産本舗「フドラー音頭・ダンス編」

## 主催ライブ・定期公演
| 日付          | タイトル                                                   | 会場                                      | 備考                                                                                          |
| ------------- | ---------------------------------------------------------- | ----------------------------------------- | --------------------------------------------------------------------------------------------- |
| 2019年1月20日 | あやね生誕&卒団 Special DAY                                | 町田 The Play House                       | あやね卒団ライブ 1部は対バンイベント、2部はワンマン                                           |
| 2019年4月13日 | まちだガールズ・クワイア Super LIve「町ガ VS 市民ホール」  | 町田市民ホール                            | この日の模様は「町ガ vs 市民ホール THE MOVIE ~まちだガールズクワイア SUPER LIVE~」としてDVD化 |
| 2019年11月7日 | 町ガ 銀河進出への道～Ep.1 渋谷編～                         | Mt.RAINIER HALL SHIBUYA PLEASURE PLEASURE |                                                                                               |
| 2020年9月21日 | 町ガ 5th アニバーサリー 「5！ GO！ クワイアガール」        | 町田市民ホール                            | この日の撮影映像は、DVD「『STORIES』 ～5th anniversary Music Clip Collection～」に使用された  |
| 2021年1月31日 | 町ガ 銀河進出への道 Ep.2 〜月面基地で会おう〜              | 月見ル君想フ                              |                                                                                               |
| 2022年4月13日 | 町ガ 銀河進出への道 Ep.3 〜オリオン座流星群観測〜          | SHIBUYA PLEASURE PLEASURE                 |                                                                                               |
| 2024年1月13日 | 町ガ 銀河進出への道〜新たなる旅〜 Ep.4 大阪編              | OSAKA RUIDO                               |                                                                                               |
| 2024年1月19日 | 町ガ 銀河進出への道〜新たなる旅〜 Ep.5 渋谷編              | SHIBUYA PLEASURE PLEASURE                 |                                                                                               |
| 2024年7月7日  | まちだガールズ・クワイアpresents 『オリオン座流星群観測2』 | 西永福JAM                                 | アルバム「オリオン座流星群」収録の全楽曲を逆順に披露                                          |
| 2025年7月12日 | 祝町ガ10才 お誕生日当日                                    | まほろ座MACHIDA                           | 昼ゲスト：オモテカホ、XOXO EXTREME、SUMMER ROCKET 夜ゲスト：unSea、usabeni、SAWA              |

| まちだガールズシアター     | まちだガールズシアター                                 | まちだガールズシアター | まちだガールズシアター                                                                      |
| 日付                       | タイトル                                               | 会場                   | 備考                                                                                        |
| -------------------------- | ------------------------------------------------------ | ---------------------- | ------------------------------------------------------------------------------------------- |
| 2015年12月15日             | まちだガールズシアター vol.1                           | まほろ座MACHIDA        | ゲスト：ナチュラルポイント/8princess/10-3's                                                 |
| 2016年4月23日              | まちだガールズシアター vol.2                           | まほろ座MACHIDA        | ゲスト：テレジア（鈴木花純）/ぷらむ◯ガーデン オープニングアクト：10-3's                     |
| 2016年9月25日              | まちだガールズシアター vol.3                           | まほろ座MACHIDA        |                                                                                             |
| 2016年12月25日             | まちだガールズシアター vol.4                           | まほろ座MACHIDA        | ゲスト：ナチュラルポイント/10-3's                                                           |
| 2017年5月21日              | まちだガールズシアター vol.5                           | まほろ座MACHIDA        | ゲスト：ポニカロード/さるびあ亭かーこ                                                       |
| 2017年9月17日              | まちだガールズシアター vol.6                           | まほろ座MACHIDA        | ゲスト：テレジア（鈴木花純）                                                                |
| 2017年10月20日             | まちだガールズシアター vol.7                           | まほろ座MACHIDA        | アルバム「Hello To The World」発売記念                                                      |
| 2017年12月23日             | まちだガールズシアター vol.8 〜Xmas SPECIAL〜          | まほろ座MACHIDA        |                                                                                             |
| 2018年4月22日              | まちだガールズシアター vol.9                           | まほろ座MACHIDA        | アルバム「MGC CLASSICS vol.1」発売記念                                                      |
| 2018年7月16日              | まちだガールズシアター vol.10 〜Summer Special〜       | まほろ座MACHIDA        | ゲスト：鈴木花純                                                                            |
| 2019年3月17日              | まちだガールズシアター vol.11                          | まほろ座MACHIDA        | ゲスト：櫻井里花/ROSARIO+CROSS                                                              |
| 2019年3月17日              | まちだガールズシアター vol.12                          | まほろ座MACHIDA        | ゲスト：LiLii Kaona                                                                         |
| 2019年8月7日               | まちだガールズシアター vol.13                          | まほろ座MACHIDA        | ゲスト：SUMMER ROCKET                                                                       |
| 2019年12月25日             | まちだガールズシアター vol.14 〜Xmas Special〜         | まほろ座MACHIDA        |                                                                                             |
| 2020年1月25日              | まちだガールズシアター vol.15                          | まほろ座MACHIDA        | ゲスト：ROSARIO+CROSS                                                                       |
| 2021年12月22日             | まちだガールズシアター vol.16                          | まほろ座MACHIDA        | ゲスト：桐原ユリ                                                                            |
| 2022年2月12日              | まちだガールズシアター vol.17 〜令和四年度町ガ成人式〜 | まほろ座MACHIDA        | ゲスト：SUMMER ROCKET ※無観客配信                                                           |
| 2022年6月17日              | まちだガールズシアター vol.18                          | まほろ座MACHIDA        | ゲスト：LiLii Kaona                                                                         |
| 2023年10月7日              | まちだガールズシアター vol.19                          | まほろ座MACHIDA        | ゲスト：cana÷biss                                                                           |
| 2024年8月31日              | まちだガールズシアターvol.20 〜くじら座のイルカ〜      | まほろ座MACHIDA        | ゲスト：SUMMER ROCKET                                                                       |
| 2024年10月30日             | まちだガールズシアターvol.21 〜そろそろうっちゃる？〜  | まほろ座MACHIDA        | ゲスト：SAWA/SUMMER ROCKET                                                                  |
| 2025年3月30日              | まちだガールズシアターSP                               | 町田CLASSIX            | ゲスト：BELLRING少女ハート                                                                  |
| 2025年5月25日→2025年8月3日 | まちだガールズシアター vol.22                          | まほろ座MACHIDA        | ゲスト：ごいちー ※5月25日はごいちーの体調不良のためワンマン公演に変更、8月3日にリベンジ公演 |
| 2025年6月22日              | まちだガールズシアター vol.23                          | まほろ座MACHIDA        | ゲスト：彼女のサーブ&レシーブ                                                               |

| まちだガールズ・クワイアのちいさなディナーショー | まちだガールズ・クワイアのちいさなディナーショー                              | まちだガールズ・クワイアのちいさなディナーショー | まちだガールズ・クワイアのちいさなディナーショー |
| 日付                                             | タイトル                                                                      | 会場                                             | 備考                                             |
| ------------------------------------------------ | ----------------------------------------------------------------------------- | ------------------------------------------------ | ------------------------------------------------ |
| 2016年10月12日                                   | まちだガールズクワイアのちいさなディナーショー vol.1                          | まほろ座MACHIDA                                  |                                                  |
| 2016年11月10日                                   | まちだガールズクワイアのちいさなディナーショー vol.2                          | まほろ座MACHIDA                                  |                                                  |
| 2017年1月12日                                    | まちだガールズクワイアのちいさなディナーショー vol.3                          | まほろ座MACHIDA                                  |                                                  |
| 2017年2月9日                                     | まちだガールズクワイアのちいさなディナーショー vol.4                          | まほろ座MACHIDA                                  |                                                  |
| 2017年3月9日                                     | まちだガールズクワイアのちいさなディナーショー vol.5                          | まほろ座MACHIDA                                  |                                                  |
| 2017年4月13日                                    | まちだガールズクワイアのちいさなディナーショー vol.6                          | まほろ座MACHIDA                                  |                                                  |
| 2017年6月8日                                     | まちだガールズクワイアのちいさなディナーショー vol.7                          | まほろ座MACHIDA                                  |                                                  |
| 2017年7月13日                                    | まちだガールズクワイアのちいさなディナーショー vol.8                          | まほろ座MACHIDA                                  | せりか卒団ライブ                                 |
| 2017年8月10日                                    | まちだガールズクワイアのちいさなディナーショー vol.9                          | まほろ座MACHIDA                                  |                                                  |
| 2017年11月9日                                    | まちだガールズクワイアのちいさなディナーショー vol.10                         | まほろ座MACHIDA                                  |                                                  |
| 2018年1月10日                                    | まちだガールズクワイアのちいさなディナーショー vol.11                         | まほろ座MACHIDA                                  |                                                  |
| 2018年2月14日                                    | フリージアとショコラ2018まちだガールズクワイアのちいさなディナーショー Vol.12 | まほろ座MACHIDA                                  |                                                  |
| 2018年3月14日                                    | まちだガールズクワイアのちいさなディナーショー vol.13                         | まほろ座MACHIDA                                  |                                                  |
| 2018年5月9日                                     | まちだガールズクワイアのちいさなディナーショー vol.14                         | まほろ座MACHIDA                                  |                                                  |
| 2018年6月13日                                    | まちだガールズクワイアのちいさなディナーショー vol.15                         | まほろ座MACHIDA                                  |                                                  |
| 2018年7月11日                                    | まちだガールズクワイアのちいさなディナーショー vol.16                         | まほろ座MACHIDA                                  |                                                  |
| 2018年8月8日                                     | まちだガールズクワイアのちいさなディナーショー vol.17                         | まほろ座MACHIDA                                  |                                                  |
| 2018年9月12日                                    | まちだガールズクワイアのちいさなディナーショー vol.18                         | まほろ座MACHIDA                                  |                                                  |
| 2018年10月10日                                   | まちだガールズクワイアのちいさなディナーショー vol.19                         | まほろ座MACHIDA                                  |                                                  |
| 2018年11月14日                                   | まちだガールズクワイアのちいさなディナーショー vol.20                         | まほろ座MACHIDA                                  |                                                  |
| 2018年12月12日                                   | まちだガールズクワイアのちいさなディナーショー vol.21                         | まほろ座MACHIDA                                  |                                                  |
| 2019年1月9日                                     | まちだガールズ・クワイアのちいさなディナーショー vol.22                       | まほろ座MACHIDA                                  |                                                  |
| 2019年2月13日                                    | まちだガールズ・クワイアのちいさなディナーショー vol.23                       | まほろ座MACHIDA                                  |                                                  |
| 2019年3月13日                                    | まちだガールズ・クワイアのちいさなディナーショー vol.24                       | まほろ座MACHIDA                                  |                                                  |
| 2019年4月10日                                    | まちだガールズ・クワイアのちいさなディナーショー vol.25                       | まほろ座MACHIDA                                  |                                                  |
| 2019年5月8日                                     | まちだガールズ・クワイアのちいさなディナーショー vol.26                       | まほろ座MACHIDA                                  | ちいさなディーショー名義での最終回               |

| まちだガールズ・クワイアの水曜日はWednesday!! | まちだガールズ・クワイアの水曜日はWednesday!!        | まちだガールズ・クワイアの水曜日はWednesday!! | まちだガールズ・クワイアの水曜日はWednesday!!          |
| 日付                                          | タイトル                                             | 会場                                          | 備考                                                   |
| --------------------------------------------- | ---------------------------------------------------- | --------------------------------------------- | ------------------------------------------------------ |
| 2019年6月12日                                 | まちだガールズ・クワイアの水曜日はWednesday!! vol.1  | まほろ座MACHIDA                               |                                                        |
| 2019年7月10日                                 | まちだガールズ・クワイアの水曜日はWednesday!! vol.2  | まほろ座MACHIDA                               |                                                        |
| 2019年8月14日                                 | まちだガールズ・クワイアの水曜日はWednesday!! vol.3  | まほろ座MACHIDA                               |                                                        |
| 2019年9月11日                                 | まちだガールズ・クワイアの水曜日はWednesday!! vol.4  | まほろ座MACHIDA                               |                                                        |
| 2019年10月9日                                 | まちだガールズ・クワイアの水曜日はWednesday!! vol.5  | まほろ座MACHIDA                               |                                                        |
| 2019年11月13日                                | まちだガールズ・クワイアの水曜日はWednesday!! vol.6  | まほろ座MACHIDA                               |                                                        |
| 2019年12月11日                                | まちだガールズ・クワイアの水曜日はWednesday!! vol.7  | まほろ座MACHIDA                               | ゲスト：鈴木花純                                       |
| 2020年1月8日                                  | まちだガールズ・クワイアの水曜日はWednesday!! vol.8  | まほろ座MACHIDA                               |                                                        |
| 2020年2月12日                                 | まちだガールズ・クワイアの水曜日はWednesday!! vol.9  | まほろ座MACHIDA                               |                                                        |
| 2020年3月11日                                 | まちだガールズ・クワイアの水曜日はWednesday!! vol.10 | まほろ座MACHIDA                               | 無観客配信                                             |
| 2020年4月8日                                  | まちだガールズ・クワイアの水曜日はWednesday!! vol.11 |                                               | 公演中止                                               |
| 2020年5月13日                                 | まちだガールズ・クワイアの水曜日はWednesday!! vol.12 | まほろ座MACHIDA                               |                                                        |
| 2020年6月12日                                 | まちだガールズ・クワイアの水曜日はWednesday!! vol.13 | まほろ座MACHIDA                               |                                                        |
| 2020年7月8日                                  | まちだガールズ・クワイアの水曜日はWednesday!! vol.14 | まほろ座MACHIDA                               |                                                        |
| 2020年8月12日                                 | まちだガールズ・クワイアの水曜日はWednesday!! vol.15 | まほろ座MACHIDA                               |                                                        |
| 2020年9月9日                                  | まちだガールズ・クワイアの水曜日はWednesday!! vol.16 | まほろ座MACHIDA                               |                                                        |
| 2020年10月14日                                | まちだガールズ・クワイアの水曜日はWednesday!! vol.17 | まほろ座MACHIDA                               |                                                        |
| 2020年11月11日                                | まちだガールズ・クワイアの水曜日はWednesday!! vol.18 | まほろ座MACHIDA                               |                                                        |
| 2020年12月9日                                 | まちだガールズ・クワイアの水曜日はWednesday!! vol.19 | まほろ座MACHIDA                               |                                                        |
| 2021年1月13日                                 | まちだガールズ・クワイアの水曜日はWednesday!! vol.20 | まほろ座MACHIDA                               |                                                        |
| 2021年2月10日                                 | まちだガールズ・クワイアの水曜日はWednesday!! vol.21 | まほろ座MACHIDA                               |                                                        |
| 2021年3月10日                                 | まちだガールズ・クワイアの水曜日はWednesday!! vol.22 | まほろ座MACHIDA                               |                                                        |
| 2021年4月2日                                  | まちだガールズ・クワイアの水曜日はWednesday!! vol.23 | まほろ座MACHIDA                               | この回より毎月第１金曜日に開催                         |
| 2021年5月7日                                  | まちだガールズ・クワイアの水曜日はWednesday!! vol.24 | まほろ座MACHIDA                               | 無観客配信                                             |
| 2021年6月4日                                  | まちだガールズ・クワイアの水曜日はWednesday!! vol.25 | まほろ座MACHIDA                               |                                                        |
| 2021年7月2日                                  | まちだガールズ・クワイアの水曜日はWednesday!! vol.26 | まほろ座MACHIDA                               |                                                        |
| 2021年8月6日                                  | まちだガールズ・クワイアの水曜日はWednesday!! vol.27 |                                               | 公演中止                                               |
| 2021年9月3日                                  | まちだガールズ・クワイアの水曜日はWednesday!! vol.28 | まほろ座MACHIDA                               |                                                        |
| 2021年10月1日                                 | まちだガールズ・クワイアの水曜日はWednesday!! vol.29 | まほろ座MACHIDA                               |                                                        |
| 2021年11月5日                                 | まちだガールズ・クワイアの水曜日はWednesday!! vol.30 | まほろ座MACHIDA                               |                                                        |
| 2021年12月3日                                 | まちだガールズ・クワイアの水曜日はWednesday!! vol.31 | まほろ座MACHIDA                               |                                                        |
| 2022年1月7日                                  | まちだガールズ・クワイアの水曜日はWednesday!! vol.32 | まほろ座MACHIDA                               |                                                        |
| 2022年2月4日                                  | まちだガールズ・クワイアの水曜日はWednesday!! vol.33 | まほろ座MACHIDA                               |                                                        |
| 2022年3月4日                                  | まちだガールズ・クワイアの水曜日はWednesday!! vol.34 | まほろ座MACHIDA                               |                                                        |
| 2022年4月1日                                  | まちだガールズ・クワイアの水曜日はWednesday!! vol.35 | まほろ座MACHIDA                               |                                                        |
| 2022年5月6日                                  | まちだガールズ・クワイアの水曜日はWednesday!! vol.36 | まほろ座MACHIDA                               |                                                        |
| 2022年6月3日                                  | まちだガールズ・クワイアの水曜日はWednesday!! vol.37 | まほろ座MACHIDA                               |                                                        |
| 2022年7月1日                                  | まちだガールズ・クワイアの水曜日はWednesday!! vol.38 | まほろ座MACHIDA                               |                                                        |
| 2022年8月5日                                  | まちだガールズ・クワイアの水曜日はWednesday!! vol.39 | まほろ座MACHIDA                               |                                                        |
| 2022年9月2日                                  | まちだガールズ・クワイアの水曜日はWednesday!! vol.40 | まほろ座MACHIDA                               |                                                        |
| 2022年10月7日                                 | まちだガールズ・クワイアの水曜日はWednesday!! vol.41 | まほろ座MACHIDA                               |                                                        |
| 2022年11月4日                                 | まちだガールズ・クワイアの水曜日はWednesday!! vol.42 | まほろ座MACHIDA                               |                                                        |
| 2022年12月2日                                 | まちだガールズ・クワイアの水曜日はWednesday!! vol.43 | まほろ座MACHIDA                               |                                                        |
| 2023年1月18日                                 | まちだガールズ・クワイアの水曜日はWednesday!! vol.44 | まほろ座MACHIDA                               |                                                        |
| 2023年2月15日                                 | まちだガールズ・クワイアの水曜日はWednesday!! vol.45 | まほろ座MACHIDA                               |                                                        |
| 2023年3月15日                                 | まちだガールズ・クワイアの水曜日はWednesday!! vol.46 | まほろ座MACHIDA                               |                                                        |
| 2023年4月19日                                 | まちだガールズ・クワイアの水曜日はWednesday!! vol.47 | まほろ座MACHIDA                               | ラジオ公録ゲスト：SUMMER ROCKET（小島あんず/伊吹咲希） |
| 2023年5月17日                                 | まちだガールズ・クワイアの水曜日はWednesday‼︎ 番外編  | 渋谷LOFT HEAVEN                               |                                                        |
| 2023年6月21日                                 | まちだガールズ・クワイアの水曜日はWednesday‼︎ 番外編  | 渋谷LOFT HEAVEN                               |                                                        |
| 2023年7月12日                                 | まちだガールズ・クワイアの水曜日はWednesday‼︎ vol.48  | まほろ座MACHIDA                               |                                                        |
| 2023年8月9日                                  | まちだガールズ・クワイアの水曜日はWednesday‼︎ vol.49  | まほろ座MACHIDA                               |                                                        |
| 2023年9月13日                                 | まちだガールズ・クワイアの水曜日はWednesday‼︎ vol.50  | まほろ座MACHIDA                               | ゲスト：オモテカホ                                     |
| 2023年10月11日                                | まちだガールズ・クワイアの水曜日はWednesday‼︎ vol.51  | まほろ座MACHIDA                               | さきこラストライヴ                                     |
| 2023年11月8日                                 | まちだガールズ・クワイアの水曜日はWednesday‼︎ vol.52  | まほろ座MACHIDA                               |                                                        |
| 2023年12月13日                                | まちだガールズ・クワイアの水曜日はWednesday‼︎ vol.53  | まほろ座MACHIDA                               | ラジオ公録ゲスト：SUMMER ROCKET                        |
| 2024年1月10日                                 | まちだガールズ・クワイアの水曜日はWednesday‼︎ vol.54  | まほろ座MACHIDA                               |                                                        |
| 2024年2月14日                                 | まちだガールズ・クワイアの水曜日はWednesday‼︎ vol.55  | まほろ座MACHIDA                               |                                                        |
| 2024年3月13日                                 | まちだガールズ・クワイアの水曜日はWednesday‼︎ vol.56  | まほろ座MACHIDA                               |                                                        |
| 2024年4月10日                                 | まちだガールズ・クワイアの水曜日はWednesday‼︎ vol.57  | まほろ座MACHIDA                               |                                                        |
| 2024年5月8日                                  | まちだガールズ・クワイアの水曜日はWednesday‼︎ vol.58  | まほろ座MACHIDA                               | ラジオ公録ゲスト：伊藤富貴子（ピアノ）                 |
| 2024年6月12日                                 | まちだガールズ・クワイアの水曜日はWednesday‼︎ vol.59  | まほろ座MACHIDA                               |                                                        |
| 2024年7月10日                                 | まちだガールズ・クワイアの水曜日はWednesday‼︎ vol.60  | まほろ座MACHIDA                               |                                                        |
| 2024年8月14日                                 | まちだガールズ・クワイアの水曜日はWednesday‼︎ vol.61  | まほろ座MACHIDA                               |                                                        |
| 2024年9月11日                                 | まちだガールズ・クワイアの水曜日はWednesday‼︎ vol.62  | まほろ座MACHIDA                               |                                                        |
| 2024年10月9日                                 | まちだガールズ・クワイアの水曜日はWednesday‼︎ vol.63  | まほろ座MACHIDA                               | ラジオ公録ゲスト：櫻井里花                             |
| 2024年11月13日                                | まちだガールズ・クワイアの水曜日はWednesday‼︎ vol.64  | まほろ座MACHIDA                               |                                                        |
| 2024年12月11日                                | まちだガールズ・クワイアの水曜日はWednesday‼︎ vol.65  | まほろ座MACHIDA                               |                                                        |
| 2025年1月8日                                  | まちだガールズ・クワイアの水曜日はWednesday‼︎ vol.66  | まほろ座MACHIDA                               |                                                        |
| 2025年2月12日                                 | まちだガールズ・クワイアの水曜日はWednesday‼︎ vol.67  | まほろ座MACHIDA                               |                                                        |
| 2025年3月12日                                 | まちだガールズ・クワイアの水曜日はWednesday‼︎ vol.68  | まほろ座MACHIDA                               |                                                        |
| 2025年4月9日                                  | まちだガールズ・クワイアの水曜日はWednesday‼︎ vol.69  | まほろ座MACHIDA                               |                                                        |
| 2025年5月14日                                 | まちだガールズ・クワイアの水曜日はWednesday‼︎ vol.70  | まほろ座MACHIDA                               |                                                        |
| 2025年6月11日                                 | まちだガールズ・クワイアの水曜日はWednesday‼︎ vol.71  | まほろ座MACHIDA                               |                                                        |
| 2025年7月9日                                  | まちだガールズ・クワイアの水曜日はWednesday‼︎ vol.72  | まほろ座MACHIDA                               |                                                        |

| 町ガ試練の十番勝負 | 町ガ試練の十番勝負        | 町ガ試練の十番勝負 | 町ガ試練の十番勝負            |
| 日付               | タイトル                  | 会場               | 備考                          |
| ------------------ | ------------------------- | ------------------ | ----------------------------- |
| 2017年4月16日      | 町ガ試練の十番勝負 初戦   | 町田Nutty's        | 対戦相手：リナチックステイト  |
| 2017年7月17日      | 町ガ試練の十番勝負 第二戦 | 町田Nutty's        | 対戦相手：代代代              |
| 2017年10月28日     | 町ガ試練の十番勝負 第三戦 | 町田Nutty's        | 対戦相手：MELLOW GREEN WONDER |
| 2018年2月18日      | 町ガ試練の十番勝負 第四戦 | 町田Nutty's        | 対戦相手：BANZAI JAPAN        |
| 2018年4月29日      | 町ガ試練の十番勝負 第五戦 | 町田Nutty's        | 対戦相手：・・・・・・・・・  |

| まちだガールズ・クワイアpresents オリオンのベルト | まちだガールズ・クワイアpresents オリオンのベルト | まちだガールズ・クワイアpresents オリオンのベルト | まちだガールズ・クワイアpresents オリオンのベルト |
| 日付                                              | タイトル                                          | 会場                                              | 備考                                              |
| ------------------------------------------------- | ------------------------------------------------- | ------------------------------------------------- | ------------------------------------------------- |
| 2022年7月16日                                     | オリオンのベルトvol.1                             | 渋谷Star lounge                                   | ゲスト：まなみのりさ、MAPA                        |
| 2023年1月21日                                     | オリオンのベルトvol.2                             | 青山 月見ル君想フ                                 | ゲスト：電影と少年CQ、Nuance                      |
| 2023年11月3日                                     | オリオンのベルトvol.3                             | 西永福JAM                                         | ゲスト：RAY、The Patti                            |
| 2024年7月7日                                      | オリオンのベルトvol.4                             | 西永福JAM                                         | ゲスト：XOXO EXTREME、SUMMER ROCKET               |
| 2024年10月26日                                    | オリオンのベルトvol.5                             | 西永福JAM                                         | ゲスト：スパンコールグッドタイムズ、7セグメント   |

| 横ヨコ町ガインター | 横ヨコ町ガインター     | 横ヨコ町ガインター | 横ヨコ町ガインター |
| 日付               | タイトル               | 会場               | 備考               |
| ------------------ | ---------------------- | ------------------ | ------------------ |
| 2021年6月6日       | 横ヨコ町ガインター2021 | Yokohama mint hall |                    |
| 2022年10月19日     | 横ヨコ町ガインター2022 | Yokohama mint hall |                    |
| 2024年11月22日     | 横ヨコ町ガインター2024 | まほろ座MACHIDA    |                    |

## 出演

### ラジオ番組
放送中
- まちだガールズクワイアの！MGC（まじか）るたいむず（FMおだわら）（2015年7月7日～）毎週火曜日22:30～
- カラフル☆ハミング(FM HOT 839)　(2022年4月5日～)　※メンバーえりかが担当。毎週火曜日17:00～
- まちだガールズ・クワイア ひよりの秘密基地！（エフエム甲府）（2023年10月18日〜）※メンバーひよりが担当。「763 KOFU LOCAL LINE」内のコーナーで第3水曜日12:40ごろ〜（2024年3月までは「ケミかるベース」の番組内コーナー）

過去の出演番組
- 劇団マチダックスの1,2,3,4！（FM HOT 839）毎週木曜日21:00～（2018年4月12日 - 2021年3月11日）※メンバーは毎月第2木曜に出演
- 地元応援『マチラブ！』(FM HOT 839) 毎週木曜日21:00～　(2021年4月22日 -9月23日 )　※メンバーは毎月第4週(音楽週)を担当。

### 配信番組
- まちだガールズ・クワイア（SHOWROOM）
- 町ガ　えりかの総合診療所(配信時刻は基本木曜日23:30～) (Twitcasting)
- めがねもえりんといっしょ(配信時刻は基本第一、第三水曜日22:30～　ライブ出演等で日時変更配信あり)(instagram)

### アニメ
- うっちゃり!（2025年、YouTube配信） - 小川じゅり 役（ひより）